# Gilbert Meriel
Gilbert Meriel (Faa'a, 11 novembre 1986) è un calciatore francese nato a Tahiti, portiere dell'Association Sportive Tefana Football.

## Carriera

### Nazionale
Ha collezionato quattro presenze nella nazionale di calcio di Tahiti, una delle quali in Confederations Cup, il 23 giugno 2013, contro l'Uruguay, disputando una gara di gran lunga migliore rispetto ai colleghi di reparto Xavier Samin e Mickaël Roche impiegati nelle due precedenti partite. Durante la gara ha inoltre parato un rigore a Andrés Scotti ad inizio secondo tempo.